# Kanam (Tamil Nadu)
Kanam es una ciudad y nagar Panchayat situada en el distrito de Thoothukudi en el estado de Tamil Nadu (India). Su población es de 3134 habitantes (2011).

## Demografía
Según el censo de 2011 la población de Kanam era de 3134 habitantes, de los cuales 1486 eran hombres y 1648 eran mujeres. Kanam tiene una tasa media de alfabetización del 85,05%, superior a la media estatal del 80,09%: la alfabetización masculina es del 90,25%, y la alfabetización femenina del 80,40%.